# 中川譲
中川 譲（なかがわ ゆずる、10月17日 - ）は、日本のメディア研究者、情報学者。
現在多摩大学情報社会学研究所客員准教授、専修大学、東北芸術工科大学、東京工芸大学等で非常勤講師。コンテンツ文化史学会運営委員。

## 来歴
東京大学大学院学際情報学府博士課程修了。映画専門大学院大学助手、日本映画大学准教授、成安造形大学特任准教授を経て、多摩大学へ。
2008年頃からインターネット上の児童ポルノブロッキングで先行していた北欧の実態について研究しており、Wikileaksの情報を発端として強制遮断されていた全サイトの実態を検証しブロッキング運用体制の恣意性を指摘するなど、インターネットの自由や表現の自由を擁護する活動に従事し、一時期はインターネットユーザー協会の理事も努めていた。
未識 魚（みしき さかな）のペンネームでイラストレーターやアニメーターとしての活動も行っている。

## 著作・翻訳
- 「DNAタンパリングによるウェブ上の児童ポルノブロッキング手法の分析」『情報ネットワーク・ローレビュー9巻1号』（2010年7月）ISBN 4785717777
- 「二次創作とは何か」『第7回著作権・著作隣接権論文集』P. 27-49（2010年3月・公益社団法人著作権情報センター）
- 『なぜ日本は〈メディアミックスする国〉なのか』（2012年・角川学芸出版）ISBN 4040800192 ※マーク・スタインバーグの著書の翻訳
- 『にっぽんアニメ創生記』（2020年・集英社）ISBN 4087816877 ※渡辺泰、松本夏樹、フレデリック・S・リッテンの共著。中川はリッテンの記述部分の翻訳を担当。

## イラスト作品
- 萌えさいくろぺでぃあ01「おしおき娘大全集」（2007年、アットプレス）ISBN 4904087003 ※表紙・メインキャラクターデザイン